# Plocaederus pactor
Plocaederus pactor är en skalbaggsart som först beskrevs av Auguste Lameere 1885.  Plocaederus pactor ingår i släktet Plocaederus och familjen långhorningar.
Artens utbredningsområde är:
- Paraguay.
- Uruguay.

Inga underarter finns listade i Catalogue of Life.